# Luis Ortiz González
Pour les articles homonymes, voir Luis Ortiz, Luis González (homonymie), Ortiz et González.
Luis Ortiz González (Madrid, le 3 juillet 1932 - idem, le 2 février 2006) est un fonctionnaire et homme politique espagnol.

## Biographie
Après avoir obtenu une licence de droit de l'Université de Madrid, il réussit les concours de la fonction publique pour devenir inspecteur des Finances de l'État.
Sa carrière a ensuite évolué dans la haute administration : il est ainsi directeur général des Impôts, puis directeur général de la Politique fiscale au ministère des Finances, avant de devenir Sous-secrétaire du Commerce entre 1975 et 1976, puis Sous-secrétaire des Travaux publics en 1976.
Il est décédé chez lui, à Madrid, le 2 février 2006.

## Activité politique
En 1976, Luis Ortiz González est nommé ministre des Travaux publics dans le second gouvernement monarchique, dirigé par Adolfo Suárez, et conserve ce poste jusqu'à la formation par Suárez du premier gouvernement démocratique le 5 juillet 1977. Le 3 mai précédent, il participe à la fondation de l'Union du centre démocratique, le parti du Président du Gouvernement.
Le 26 février 1981, il devient ministre des Travaux publics et de l'Urbanisme dans le gouvernement formé par Leopoldo Calvo-Sotelo, élu la veille à la présidence du gouvernement en remplacement d'Adolfo Suárez.
Aux législatives anticipées du 28 octobre 1982, il est élu député pour Zamora alors même que l'UCD ne conserve que 11 de ses 168 députés. Lors du scrutin suivant, organisé le 22 juin 1986, il conserve son siège mais sous les couleurs du Parti démocrate populaire (PDP).
Élu sénateur de la province de Zamora lors des élections générales du 29 octobre 1989, il retourne au Congrès des députés à l'occasion des législatives anticipées du 6 juin 1993, toujours pour Zamora. Il est ensuite reconduit lors des élections des 3 mars 1996 et 12 mars 2000.
Luis Ortiz González abandonne la vie politique à la fin de la VIIe législature espagnole, en 2004.